# La Place Royale ou l'Amoureux extravagant
Pour la revue, voir La Place Royale.
La Place Royale ou l'Amoureux extravagant est une comédie en cinq actes écrite par Pierre Corneille en 1634, créée au Jeu de paume du Marais en 1636 et publiée en 1637 chez Augustin Courbé.
Cette pièce, où Corneille traite de l’amour et de la liberté, à travers la rupture par Alidor de son engagement envers Angélique, connut un vif succès.

## Personnages
- Alidor, amant d’Angélique
- Cléandre, ami d’Alidor
- Doraste, amoureux d’Angélique
- Lysis, amoureux de Phylis
- Angélique, maîtresse d’Alidor et de Doraste
- Phylis, sœur de Doraste
- Polymas, domestique d’Alidor
- Lycante, domestique de Doraste

## Résumé
Alidor aime Angélique et il est payé de retour, mais l’amour d’Angélique l’incommode, car il ne peut se faire à l’idée du mariage qui signifierait la perte de sa liberté. Il voudrait qu'Angélique se donne à son ami Cléandre. Pour l'y décider, il la convainc faussement de son infidélité, grâce à une fausse lettre. 
Lorsque Angélique s’éloigne de lui, comme prévu, elle se rapproche de Doraste et non de Cléandre, comme il le veut. 
Il la séduit donc à nouveau pour se faire donner un rendez-vous. Il a imaginé de la faire enlever par Cléandre lorsqu’elle se rendra au rendez-vous. Ce nouveau plan échoue également, car Cléandre enlève par erreur Phylis, l’amie d’Angélique sortie la chercher. 
Lorsque Angélique découvre qu'Alidor avait fait signer par Cléandre la promesse de mariage qu’il lui avait remise pour la persuader de le suivre, et donc qu’elle a été jouée une fois de plus, elle décide de quitter le monde pour entrer au couvent.

## Mises en scène notables
- 1986 : mise en scène d'Éric Vigner, CNSAD, Paris.
- 1992 : mise en scène de Brigitte Jaques, Théâtre de la Commune, Aubervilliers
- 2011 : mise en scène d'Éric Vigner, CDDB-Théâtre de Lorient.
- 2011-2012 : mise en scène d'Émilie Rousset, La Comédie, Reims.
- 2012-2013 : mise en scène d'Anne-Laure Liégeois, Théâtre du Vieux-Colombier, Paris.